# InuYasha, a film – Az időt felülmúló szerelem
Az InuYasha, a film – Az időt felülmúló szerelem  (eredeti cím: InuYasha: Toki wo Koeru Omoi, angol cím: InuYasha Movie – Affections Touching Across Time) 2001-ben bemutatott japán animációs fantasy film, amely az InuYasha című animesorozat alapján készült.
Japánban 2001. december 22-én mutatták be. Magyarországon csak DVD-n vált elérhetővé, 2007. október 30-án adta ki a Klub Publishing, ami az RTL Klub DVD-kiadója. A kiadó eredetileg 12+ korhatár-jelzéssel adta ki a lemezeket, ám az NMHH - a megalakulása után a korábbi Filmirodával összeolvadva - nagy országos felülvizsgálat keretein belül a sorozat helyzetéhez hasonló bírálat alá vonta a mozifilmek korhatár-besorolásait is. (Így Magyarországon 16+ a jogállás.)

## Cselekmény
InuYasha hatalmas és rettegett apja több-száz évvel ezelőtt gigantikus csatát vívott egy Kínából érkező démoncsordával. A kínai démonok Hyouga nevű vezérét - lepkedémonként - végül legyőzte Inu no Taishou, InuYasha apja. Hyouga teste pedig Japánban maradt, ahol örök fogságra kárhoztatták. Hyouga egyetlen fia sokáig várt a bosszúra, kinek neve Menomaru. A Szent Ékkő ezernyi szilánkjából egy darabka végül őt is felébresztette fogságából és két csatlósával együtt ördögi tervet eszel ki. Apja legendás erejéhez szét kell törnie a Lepkedémon Nagyúr testét fogva tartó varázslatot, ezért szüksége van InuYasha és Shesshoumaru kardjára. Mivel Menomaru minden mesterkedése ellenére Shesshoumaru gyógyító kardja nem képes megtörni a varázslatot, így Menomarut már csak egy cél vezérli. Bármi áron megszerezni a féldémon InuYasha kardját. De vele sincs egyszerű dolga, hiszen ismerjük.